# Санідин
Санідин — породотвірний мінерал, лужний польовий шпат каркасної будови.
Назва — від грецьк. «саніс» — табличка (C.W.Nose, 1808).
Синоніми: льодяний шпат, тіаколіт.

## Етимологія та історія
Назва мінералу — від грецького sanis — «табличка» і idos — «вигляд». Має таблитчастий габітус.
Санідин вперше був описаний у 1789 році німецьким мінералогом Карлом Вільгельмом Носе (1753—1835) в його статті «Про Сланцеві гори тощо та про Вестфалію» («Ueber das Schiefergebirge etc. und über Westphalen»), яка була використана в 1808 році Йоганном Якобом Неггератом у його «Мінерологічних дослідженнях гір на Нижньому Рейні» («Mineralogischen Studien über die Gebirge am Niederrhein»).
Драхенфельс у Рейнському Зібенгебірге вважається типовим місцем.

## Загальний опис
Хімічна формула:
- 1. За Є. Лазаренком: K[AlSi3O8].
- 2. За «Fleischer's Glossary» (2022)[8]: (K, Na) AlSi3O8.

Містить ізоморфні домішки СаО (до 1,5 %), Fe3+, Ва, Rb, Mg, Li, Ti та інш. (<1 %). Санідин — високотемпературна моноклінна модифікація калінатрового польового шпату. Склад у % (з Карлових Вар, Чехія): K2O — 14,71; Al2O3 — 18,55; SiO2 — 64,35. Сингонія моноклінна. Кристалічна структура каркасна. Форма кристалів таблитчаста до пластинчатої або видовжена. Характерні двійники проростання, особливо карлсбадські. Спайність довершена у двох напрямах, під кутом 90°. Густина 2,5-2,6. Твердість 6,0-6,5. Безбарвний, водяно-прозорий. Блиск скляний. Крихкий. Зустрічається як магматичний мінерал у деяких вулканічних лужних і середніх породах. Найчастіше зустрічається в кислих вулканічних і гіпабіссальних породах, таких як ріоліти, фоноліти, трахіти; як сфероліти у вулканічному склі.  Рідкісний.
Асоціація: кварц, натрієвий плагіоклаз, мусковіт, біотит, рогова обманка, магнетит.

## Різновиди
Розрізняють:
- санідин-анортоклаз (таблитчастий анортоклаз),
- санідин баріїстий (різновид санідину, який містить до 5 % BaO. Знайдений у фонолітах в шт. Монтана, США),
- санідин натріїстий (різновид санідину з ліпаритової лави Нової Зеландії, який містить 4,92 Na),
- санідин склоподібний (прозорі кристали санідину).

## Використання
Використовується в керамічній промисловості. Також санідин використовують для визначення абсолютного віку молодих кайнозойських утворень калій-аргоновим методом і древніх — рубідій-стронцієвим.

## Поширення
Знахідки і родовища: Зібенгебірге (скеля Драхенфельс), Озеро Лаах, Ейфель, Рейнланд-Пфальц (ФРН), гірське пасмо Вольсіні, Чимоне (гора), Лаціо (Італія), штати Юта, Аризона, Колорадо, Нью-Мексико, Техас (США), муніципалітет Мон-Дор, Овернь-Рона-Альпи, департамент Пюї-де-Дом (Франція), префектура Вакаяма (Японія), північно-східна Корея, гірський хребет Сьєрра-де-Сан-Франциско, Мексика.